# 日耳曼的天空
《日耳曼的天空》（英語：Under Germanic Sky）是項明生負責擔綱台前幕後的旅遊節目，全節目共2集，嘉賓為陶傑，坐郵輪杏河船，走訪德國、奧地利、斯洛伐克和匈牙利，由德國誕生、追溯歐盟發源。節目播出後亦於myTV重溫。

## 每集內容
| 集數 | 播映日期 | 主題         | 外景地                                               |
| 01   | 11月12日 | 德國誕生     | 俾斯麥 故居、世界最大船塢、雲頂夢號、漢堡 紅燈區     |
| 02   | 11月19日 | 多瑙河三國誌 | 水晶莫札特號、維也納、布拉提斯拉瓦、布達佩斯、多瑙河 |